# At the Gates
Et d Gejts (engl. At the Gates) jeste švedski melodični det metal bend, koji se smatra jednim od pionira tog žanra.

## O bendu
Godine 1990. osnovali su ga bivši članovi benda Grotesk. Nakon objavljivanja EP-a Gardens of Grief, 1991. objavljuju i prvi studijski album The Red in the Sky Is Ours. Objavili su ukupno četiri studijska albuma, od kojih poslednji Slaughter of the Soul iz 1995. mnogi smatraju klasičnim albumom melodičnog det metala. Unatoč stečenoj međunarodnoj popularnosti, godine 1996. braća Bjerler napuštaju sastav, a ostali članovi odlučuju kako ne mogu nastaviti bez njih, te se bend raspada. Članovi benda su nastavili svirati u drugim bendovima, ili su osnivali nove. Bend se nakratko okupio na turneji 2007, te su 21. septembra 2008. u Ateni održali zadnji nastup. Međutim, u decembru 2010. su objavili kako će ponovo krenut na turneju u leto 2011. godine.

## Članovi
Poslednja postava
- Tomas Lindberg — vokal (1990—1996, 2007—2008)
- Anders Bjerler — gitara (1990—1996, 2007—2008)
- Martin Larson — gitara (1993—1996, 2007—2008)
- Jonas Bjerler — bas gitara (1990—1992, 1993—1996, 2007—2008)
- Adrian Erlandson — bubnjevi (1990—1996, 2007—2008)

Bivši članovi
- Alf Svenson — gitara (1990—1993)

## Diskografija
Studijski albumi
- (1992)
- (1993)
- (1994)
- (1995)
- (2014)
- (2018)
- (2021)

## Spoljašnje veze
- Zvanična prezentacija benda